# Manoir du Puy (Dolus-le-Sec)
Le manoir du Puy est un manoir situé à Dolus-le-Sec (Indre-et-Loire) et inscrit aux monuments historiques le 3 août 1976.